# ليلة في المتحف (فلم)
ليلة في المتحف (العنوان الأصلي: Night at the Museum) هو فيلم كوميدي من إخراج الكندي شون ليفي أسس علي كتاب الليلة في المتحف وهو كتاب أطفال لعام 1993 والفيلم يحكي عن أب يحاول نيل أعجاب أبنه ووجد قدره كحارس ليلي في متحف تاريخ الطبيعة في نيويورك بعد اكتشافه واقع أن كل شيء في المتحف يعود للحياة ليلا عن طريق قبر فرعون مصري.
الفيلم أطلق في 22 ديسمبر 2006 كان محوره محور الكتاب حيث الحارس هو النجم بن ستيلر والفيلم كتبه روبرت بين وتوماس لينون علي أساس كوميديز.

## القصة
بن ستيلر هو نجم الفيلم حيث يمثل لاري دايلي وهو يحاول العثور علي عمل مناسب يضمن الاستقرار لأبنه نيك الذي يبدأ الإعجاب بزوج والدته دون الذي يعمل كمندوب مبيعات مما يجعله يريد العمل كمندوب مبيعات أيضا ووجد لاري صعوبة في عمله وطرد سوعد في إيجاد عمل في متحف تاريخ الطبيعة في نيويورك الذي يضطر لقبوله مع الأزمات التي يواجهها بعد لقائه مع الحارس الليلي للمتحف أتضح ان المتحف يخسر المال بكثرة وتريد إدارة المتحف أن يطردوا الحراس الثلاث لتعيين واحد آخر وكان هو المختار فعمل كحارس ليلي فأعطاه الحراس ورق التعليمات.
في أول يوم للعمل فوجئ بأن كل شيء في المتحف يعود للحياة ليلا فوجد هيكل ديناصور التيرانوصور يشرب الماء فانتبه إليه الديناصور ولاحقه وأختبئ لاري وأتصل بالحارس القديم وقال الديناصور حي فقال له أتبع التعليمات فاتبع التعليمات أولا رمي العظمة فلاحقها الديناصور وبعدها قرأ أحتجز الأسود وإلا اكلتك فقام بحجزها وبعدها قرأ تفقد حزامك فلعل القرد أخذ المفاتيح فتفقدها فوجدها مع القرد حاول لاري استرجاعها وانتهى ذلك بضيعان أوراق التعليمات عن طريق القرد ديكستر وجد لاري نفسه محاصر من قائد غربي يسمي جيردايه وهو الممثل الناجح أوين ويلسون يحارب قائد روماني اوكتافيوس وهو ستيف كوجاس في غرفة الدياراما وينقذه ثيودور روزفلت الرئيس السادس والعشرون للولايات المتحدة وهو روبن ويليامز الذي شرح له أن كل شيء يعود للحياة في المتحف ليلا عن طريق شاهد قبر الفرعون الذي نقل من مصر عن طريق بعثة توسعية في النيل للمتحف عام 1952 وقال له أن مهمته أبقاء كل شيء في المتحف لأن لو كان أحد خارجه صباحا يتحول لتراب وانتهى اليوم مع اقتناع أنه لن يعود إلى هذا المتحف ثانية.
بعد التفكير الطويل في أهمية العمل له ولأبنه عاد إليه مضطرا بعدما نصحه الحارس القديم بقراءة كتب للتاريخ التي ستساعده في عمله ويقابل ريبيكا كارلا جيوجينو والتي تكتب أطروحة موضوعها سكجوويا
والتي تساعده في معرفة تاريخ من في المتحف.
في اليوم التالي لاري استخدم ما تعلمه للأمساك بزمام الأمور في المتحف ولكنه فشل أيضا بعد اشتعال النار في أحد النيندرتاليين وبعدها ذهب خارج المتحف وبالفعل تحول لتراب مما أدى إلى طرده من العمل فحضر ابنه وقت طرده من غير أن يعلم أبيه فخاب ظنه به ولكن لاري أقنع الإدارة بالبقاء في العمل يوم آخر ليثبت نفسه ووعد بعدم ارتكاب خطأ آخر.
بعد يومين اقنع لاري ابنه للقدوم للمتحف ليقنعه بأنه لم يطرد وقال له أن كل شيء يعود للحياة في المتحف في منتصف الليل فيلم يصدقه فأنتظروا حتى قدوم منتصف الليل ولم يحدث شيء فأرتاب لاري من الأمر وأراد التأكد من الشاهد ولكن أبنه شعر بالخيبة فأراد الرجوع للمنزل ولكنهما تفاجئا بأن الحراس الليليين سرقو الشاهد فعلا بحجة أنهم يرجعون لشبابهم مجددا ليلا أيضا بفعل الشاهد وأرداوا أن يورطو لاري في الأمر عن طريق أقحام أشياء في بيته تدل على أنه السارق كما أن الكل يعلم أنه يريد المال فبدأ أبنه بتصديقه فأخذ الشاهد وقال له أن يشغله فتفاجئ أيضا بأن أبيه على حق فأراد الحراس أن يأخذوه فهرب الفتى فلاحقوه الحراس بعد إفقاد لاري وعيه فأخذوه وحبسوه هو وأبيه فعلم لاري من قد يساعدهم وهو الفرعون فحرره فقال له أنه شاهدك أامر من في المتحف بالمساعدة فنظمهم وأنهى مشاكلهم وجعلهم يساعدوه على استرجاع الشاهد على أنهم لن يعودو مجددا للحياة وبالفعل قبضوا على اثنين من الحراس ولكن واحد فر بالشاهد بعد تخريب عربة الهروب اضطر للرجوع لأخذ عربة توصيل الأموال قديما فلاحقه لاري بالجواد وأخذ الشاهد وأرجعه للمتحف وامر الفرعون بإرجاع الجميع للمتحف أثناء عودتهم رأتهم ريبكا واتضح لها أن لاري لا يسخر منها فأنه قال لها أن كل شيء في التحف يعود للحياة وانها يمكنها إنهاء أطروحتها ولكنها لم تصدقه فرجعت للمتحف وخطط لاري لمقابلتها سكجوويا لتنهي أطروحتها ولكن كل شيء كان في فوضى فطرد في النهاية ولكن بعد أن أصبح المتحف محور حديث نيويورك بسببه وأصبحت الزيارات تزداد أرجعه المدير للعمل وحقق الاستقرار لأبنه وعاد أبنه لحبه وفخر به.

## التغيير
الكتاب مان يتحدث عن حارس يساعد الحيوانات في البحث عن الديناصور المختبئ أما الفيلم فيتحدث عن حارس جديد فشل في الحفاظ علي الروابط الاسرية فارغم للعمل كحارس.

## طاقم التمثيل
- بن ستيلر: كلاري دايلي
- كارلا جوجينو:كربيكا
- ديك فان ديكي: كسيسل فريدريكس
- ميكي روني:كجس
- جاك شيري:كنيك دايلي
- روبن ويليامز:كثيودر روزفلت
- أوين ويلسون:كجيردايه
- ستيف كوجان:كاوكتافيوس
- ريكي جيرفاس:ك در:ماكفي
- ميزيو بيك:نسكجوويا
- بول رود:كدون

## الميزانية والإيرادات
بلغت تكلفة إنتاج الفيلم حوالي 110 مليون دولار بينما حقق أرباحا تقدر بـ 574.5 مليون دولار.

## وصلات خارجية
- مقالات تستعمل روابط فنية بلا صلة مع ويكي بيانات

الحرب العالمية الثالثة عربي مصري